# Sumky
Sumky (Ascidiacea) jsou třída živočichů z podkmene pláštěnců (Tunicata).
Sumky jsou mořští, kosmopolitně rozšíření živočichové, jejichž tělo je pokryto pláštěm (tunikou, která je tvořena polysacharidem tunicinem). Vnější vrstva těla je tvořena z nebuněčných, vláknitých struktur. Žijí přisedlé na mořském dně.

## Stavba těla
Sumky mají žaberní štěrbiny, díky nimž dýchají a zachycují potravu, žaberní štěrbiny jsou obklopeny obžaberním prostorem (atrium), které vyúsťuje atrioporem – vyvrhovacím otvorem. Jejich tělo je tvořeno tunikou a u larev je v ocasní části vyztuženo chordou.
Mají otevřenou cévní soustavu a myogenický puls (tzn. puls srdce se neřídí nervovým podrážděním).
Na dně hltanu mají žlábkovitý endostyl, kde se koncentruje jód (později v evoluci je tato funkce nahrazena štítnou žlázou). Je opatřen žláznatými a bičíkatými buňkami. Sumky nemají žádné vylučovací orgány, pouze buňky jim v tom napomáhající – nefrocyty.

## Rozmnožování a vývoj
Rozmnožování je buď pohlavní, nebo nepohlavní (pučením). Sumky jsou proteandričtí hermafrodité (dříve dozrávají samčí buňky). Oplození je mimotělní. V jejich životním cyklu (střídání pohlavního a nepohlavního rozmnožování) se objevuje stádium larvy, kterou je asi 2 mm velký „pulec“. Larvy mají tuto stavbu: úplný trávicí trakt, nervový ganglion, nervovou trubici, děrovaný hltan se schopností filtrace, srdce, chordu a krevní cévy. Z vývojového hlediska je „dokonalejší“ než dospělec.
Larva několik hodin až den po vylíhnutí plave ve vodě. Pak přisedne k vhodnému povrchu a prodělává metamorfózu – mění se na dospělce. Přesune přijímací otvor, ztratí hřbetní strunu a ocas, čímž vzniká dospělý jedinec.

## Fylogeneze
Molekulárně biologická analýza prokázala, že tradiční skupina sumky „Ascidiacea“ je parafyletická. Na základě analýzy sekvencí 18S rRNA byla tato třída rozdělena do tří skupin – pospolitky (Aplousobranchiata), pravé sumky (Phlebobranchiata) a zřasenky (Stolidobranchiata). Podobné výsledky poskytlo i studium molekulárních a morfologických znaků.

## Zástupci
Nejvýznamnějším zástupcem je sumka obecná (Ascidia mentula). Dalšími zástupci jsou například sumka štíhlá (Ciona intestinalis), sumka hrbolatá (Phallusia mamillata) a sumka červená (Halocynthia papillosa)

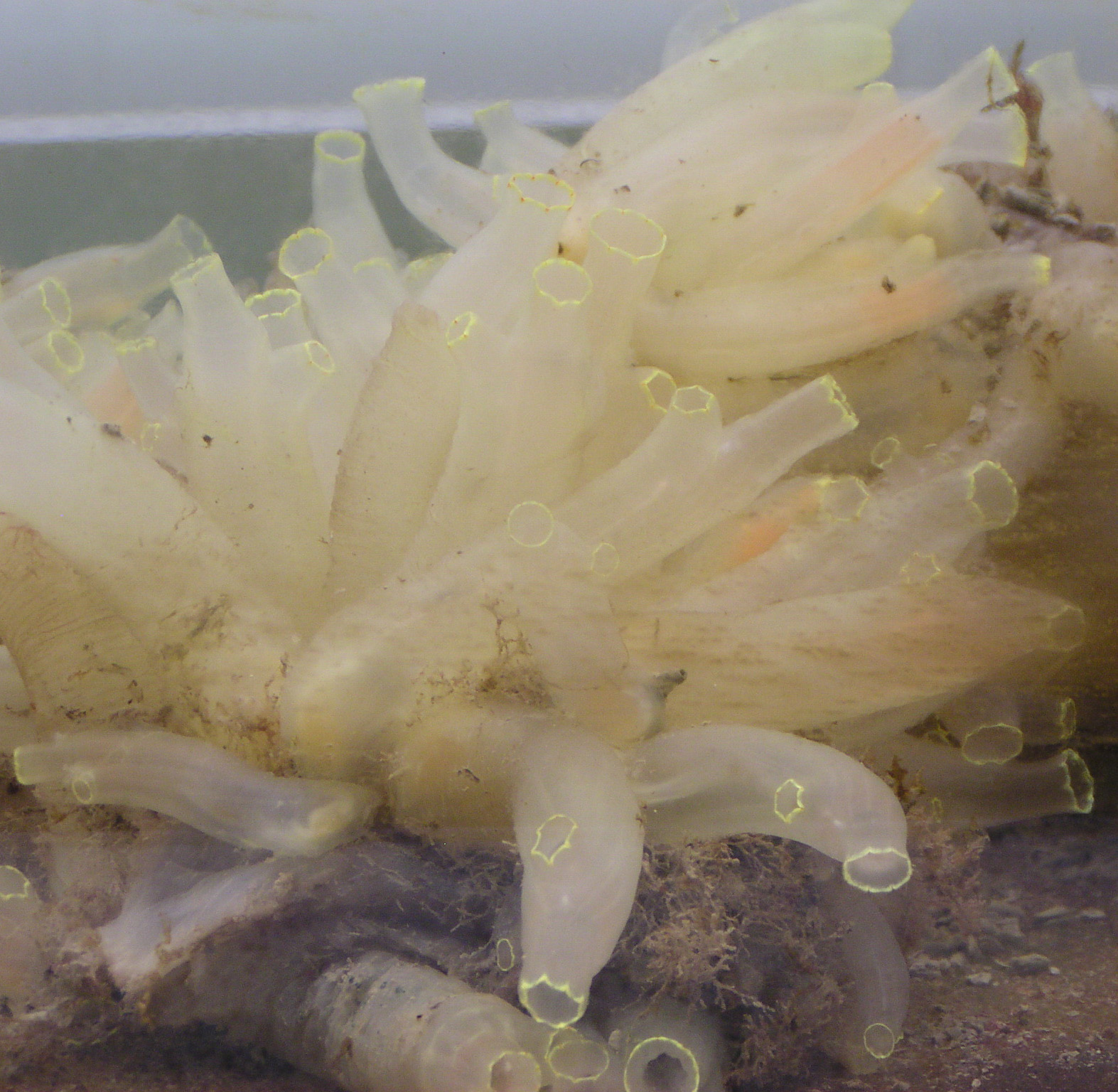
sumka trubičkovitá z řádu pravé sumky
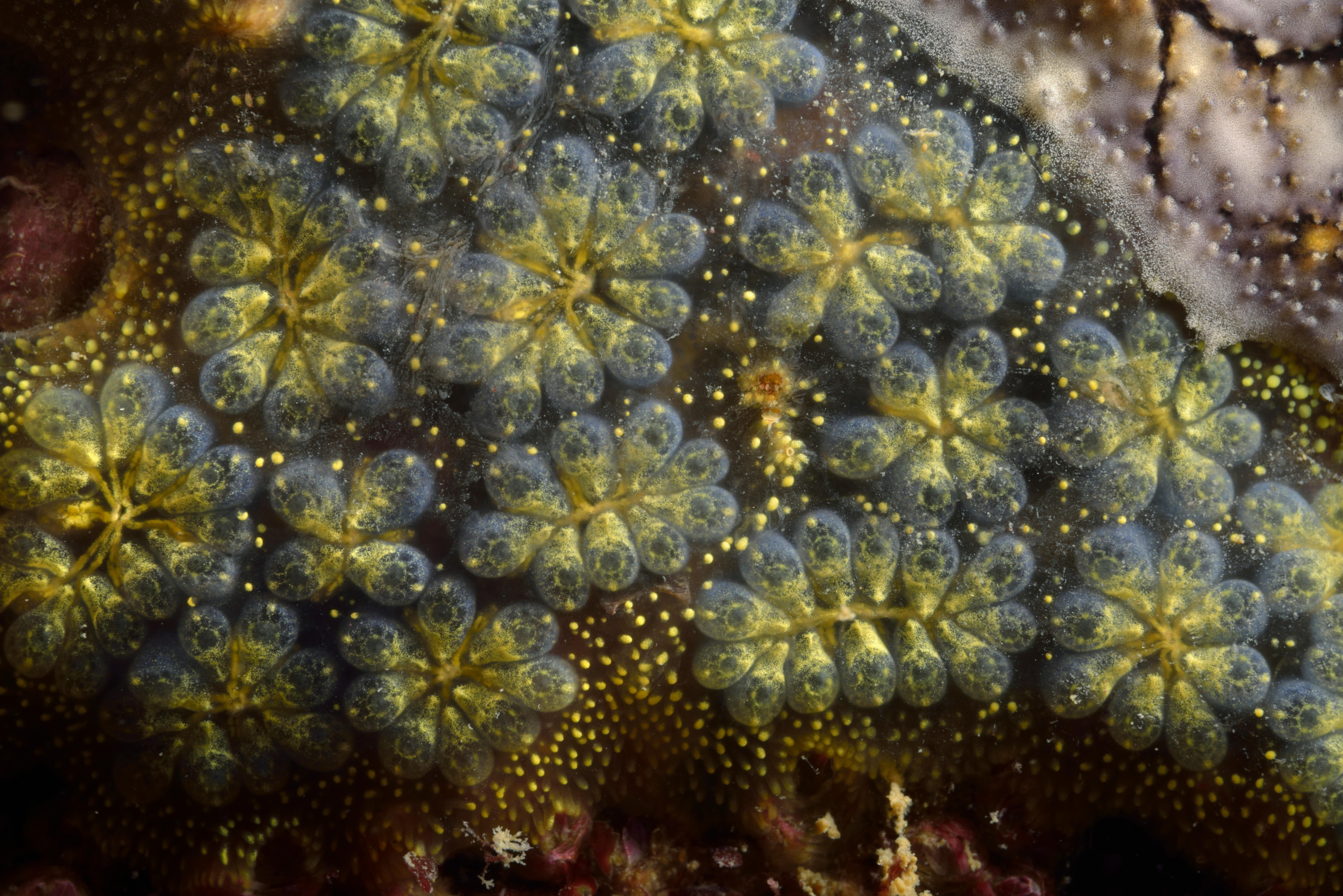
zřasenka středomořská z řádu zřasenky